# Joost van den Vondel
Joost van den Vondel (Colonia, 17 novembre 1587 – Amsterdam, 5 febbraio 1679) è stato un poeta e drammaturgo olandese, tra i maggiori del XVII secolo.
È considerato come il padre della lingua olandese, al punto che ormai non è raro definire il nederlandese come la lingua di Vondel.

## Biografia
Vondel nacque a Colonia nel 1587. I suoi genitori, Joost van den Vondel e Sara Pietersdr Kranen (o Sara Cranen), ebbero otto figli e Joost fu il secondogenito. I suoi genitori, che erano originari di Anversa e mennoniti, avevano lasciato la loro città natale, a causa del loro credo religioso, che era fortemente osteggiato a seguito della riconquista spagnola. Nel 1597 la famiglia si stabilì a Amsterdam, una città in piena fioritura, dove le libertà civili e religiose attirarono molti immigrati, spesso agiati, e furono alla base del suo sviluppo economico. Divenne membro della rederijkerskamer (Camera di retorica) "Het Wit Lavendel", chiamata anche la "Camera brabançonne", iniziando a dilettarsi di teatro. È del 1605 il suo primo componimento poetico intitolato Schriftuerlijck Bruylofts Reffereyn.
Nel 1610 Vondel sposò Mayke de Wolff (Colonia, 1586-Amsterdam, 15-2-1635) e iniziò a collaborare in modo stretto con la madre che, rimasta vedova nel 1608, aveva ripreso il negozio paterno di calze di seta. Dal matrimonio nacquero quattro figli: Joost nel 1612, Anna nel 1613, Saartje nel 1625 e Constantijntje nel 1632.
In quegli anni aveva conosciuto Pieter Corneliszoon Hooft e Gerbrand Adriaensz Bredero, due grandi autori olandesi del XVII secolo, che lo stimolarano a ampliare le sue conoscenze. Nel 1613 cominciò a studiare il latino per poter leggere Seneca e l'italiano. Nel 1618 fu arrestato Johan van Oldenbarnevelt, un alto dignitario che si era sempre battuto per la tolleranza religiosa. La sua condanna a morte nel 1619 a seguito di un processo manifestamente arbitrario, colpì profondamente Vondel che da quel momento in poi diede un orientamento più politico alla sua opera letteraria. Significativo è il suo dramma Palamedes oft vermoorde onnooselheit  (Palamede o l'innocenza assassinata) pubblicato nel 1925 che, facendo chiero riferimento alla sorte di Oldenbarnevelt, l'obbligò a rifugiarsi in campagna a Beverwijk e a pagare una forte multa per poter rientrare a Amsterdam. Palamede però ebbe molto successo, ci furono circa una quindicina di edizioni fino al 1800. Importante fu quella del 1652 dove Vondel cancellò alcune parti considerate peccaminose, rafforzando comunque le allusioni politiche. L'opera fu rappresentata per la prima volta solo nel 1663, a Rotterdam.
Vondel si convertì al Cattolicesimo nel 1641, un'epoca in cui nella capitale della Repubblica i predicatori calvinisti erano molto influenti. Invece ad Amsterdam il teatro era una materia cattolica: le autorità del teatro Jan Vos (poeta) e Claes Corneliszoon Moeyaert (pittore) erano cattolici.
Dopo il fallimento della sua attività commerciale nella Warmoesstraat, nel 1657 Vondel diventò portiere della Bank van Lening (istituto di credito di Amsterdam), una cosiddetta sinecura, e nel 1668 ottenne una pensione. Vondel viveva sul canale Singel, non lontano dal ponte Torensluis. Suo figlio morì in viaggio, mentre si recava in India. Vondel fu accudito negli ultimi anni dalla figlia Anna e dalla nipote Agnes Block. Morì all'età di 91 anni.

## Opere

### L'opera poetica
Lo sviluppo letterario di Vondel fu influenzato tanto dagli autori classici quanto dai dotti contemporanei. Le otto influenze principali sono Du Bartas, Seneca, Virgilio, Grozio, Vossio, Sofocle, Euripide e Tasso.

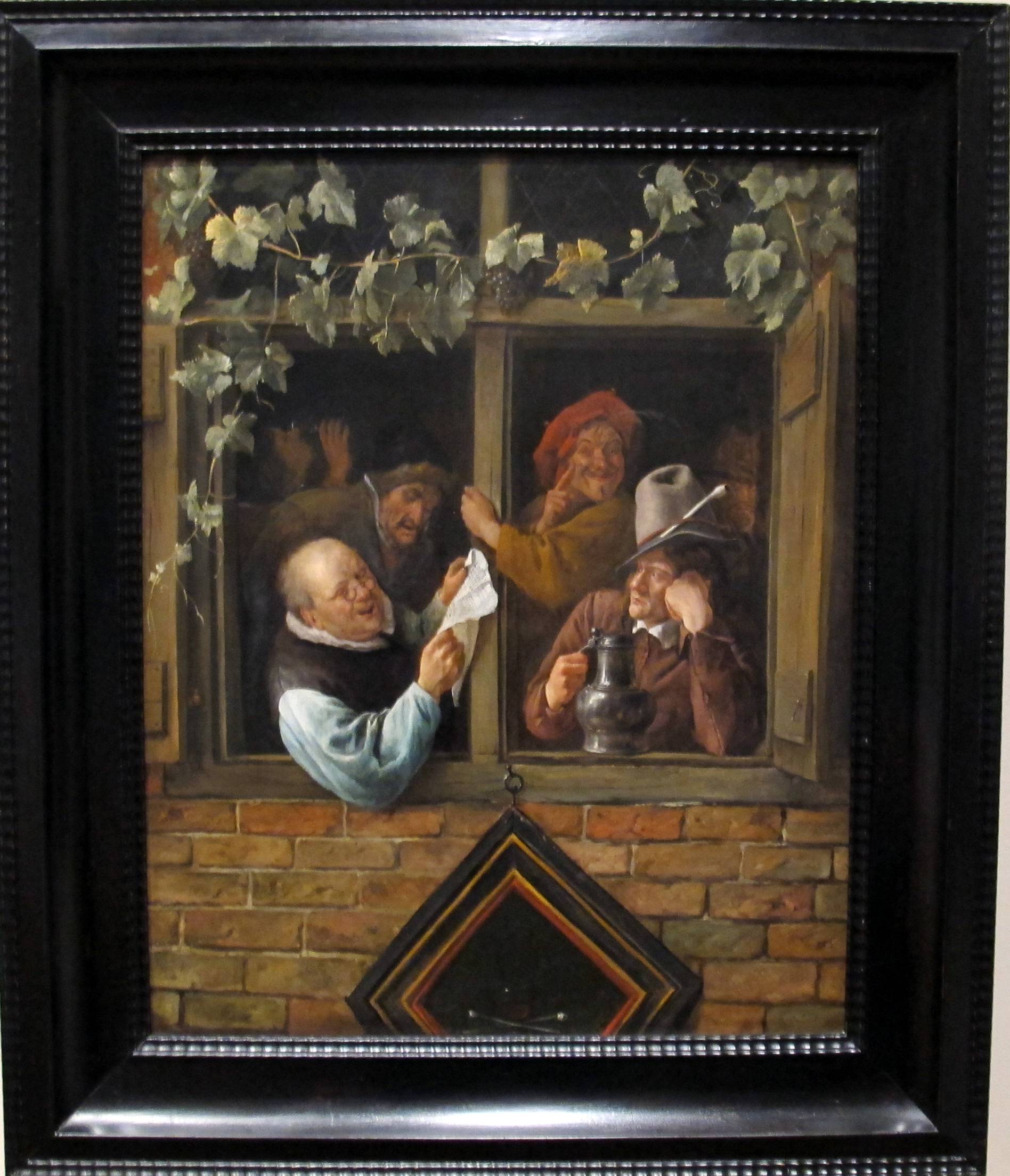
Retori alla finestra (1658-65), Jan Steen

La più antica poesia di Vondel sopravvissuta, "Schriftuerlyck Bruylofts Reffereyn", risale al giugno 1605, quando l'autore aveva diciassette anni, e fu composta in occasione delle nozze del vicino di Vondel. Questa poesia non solo è chiaramente il prodotto di un 'pio cristiano' che studia la Bibbia, ma soprattutto respira l'atmosfera dei retori del Brabante ed è quindi 'aggraziato, sinuoso, eloquente, (...) festoso e di un'allegra allegria', insomma 'l'esuberanza meridionale'. È inoltre 'istruttivo' e 'simbolico', perché Vondel non si limita all'argomento in sé, ma introduce sempre il figurativo. Per quanto umanesimo e barocco continuino a guidarlo, "il simbolista elegante, eloquente, istruttivo" continua ad esistere, in breve "rimane anche lui residente di Anversa, ad Amsterdam".
Le prime poesie pubblicate di Vondel apparvero nel 1607 nella raccolta Den nieuwen verbeterden Lust-Hof (1607): 'Dedicatie aan de jonkvrouwen', 'De jacht van Cupido' e 'Oorlof-Lied'. Questi testi mostrano una lieve carica erotica e molti riferimenti alla mitologia classica. Queste poesie potrebbero essere state destinate, tra le altre cose, alla Camera di retorica del Brabante Het wit lavendel di cui Vondel era membro. 
Si fa presente che nelle opere teatrali Vondel coniuga le due arti: poesia e teatro. La maggior parte dei suoi testi drammatici è scritta in alessandrini rimati e sicuramente questi possono essere considerati come veri e propri capolavori poetici.

### L'opera drammaturgica
La stagione drammaturgica di Vondel viene inaugurata negli anni dieci del XVII secolo con la messa in scena nella camera brabançonne di Pascha, apparsa nel 1612. In questo primo periodo Vondel rivela la sua ammirazione per le opinioni di Hooft e ha la possibilità di immergersi nella letteratura classica, soprattutto nell'opera di Seneca.

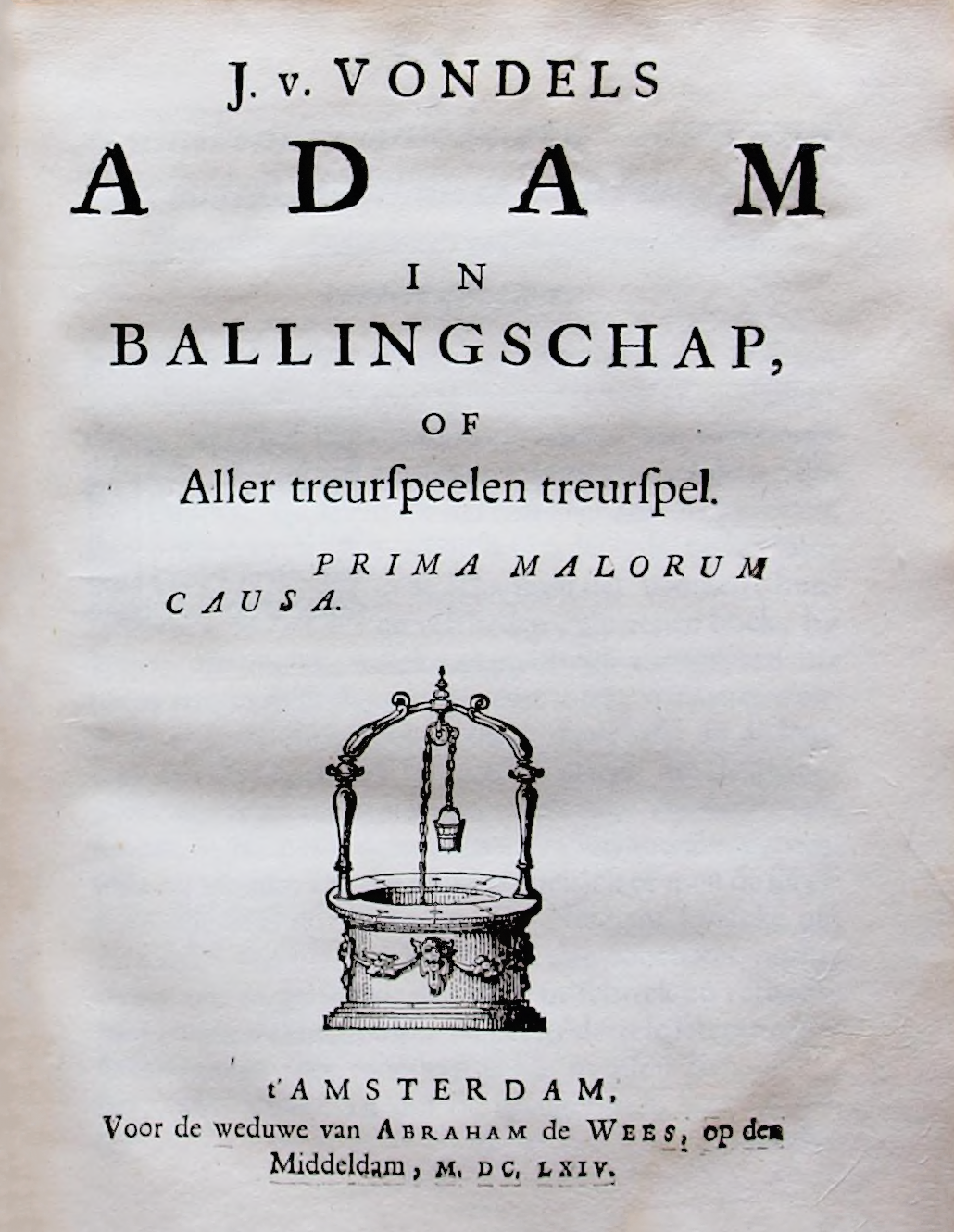
Frontespizio dell'Adamo in Esilio (1664)

Il secondo periodo si estende dal 1620 al 1640. Nel 1620 Vondel iniziò a partecipare agli incontri letterari con P.C Hooft, Laurens Reael e Anthonis de Hubert, dove ebbe l'opportunità di studiare Virgilio, Seneca e Tasso. Durante la prima metà di questo periodo, Vondel si concentrò principalmente sullo studio e sulla traduzione, producendo solo l'opera controversa Palamede, o l'innocenza assassinata (1625), che alludeva in modo abbastanza esplicito ad un episodio di cronaca del tempo: al processo di Van Oldenbarnevelt. Palamede divenne popolare, con almeno quindici edizioni pubblicate fino al 1800. La seconda metà di questo periodo vide Vondel concentrarsi sull'epica, sebbene abbia creato il famoso pezzo teatrale Gysbreght van Aemstel nel 1637.
Il terzo periodo va dal 1640 al 1648, durante il quale Vondel si rese conto dei difetti dei suoi drammi e cercò di migliorarli. Questo periodo include opere come Gebroeders (1640) e Maria Stuart (1646).
Il quarto periodo, dal 1648 al 1660, segna il culmine della maestria drammatica di Vondel, con opere come Salomon (1648) e Jeptha (1659).
Il quinto periodo, dal 1660 al 1667, mostra una transizione nella scrittura di Vondel dopo la traduzione dell'Edipo Re  e dell'Elettra di Sofocle nel 1660 . In questo periodo, la peripezia diventa un elemento strutturale chiave nei drammi di Vondel, che raggiunge il suo apice in opere come Noè (1667).
La maestria nella composizione è accompagnata da uno sviluppo nello stile di Vondel, culminando negli anni '50 con opere come Lucifero e Adamo in esilio, considerate pietre miliari della sua scrittura stilistica. È ricordato soprattutto per le sue opere teatrali: ha lasciato ventiquattro tragedie, formalmente ispirate a quelle greche, di argomento prevalentemente biblico (Giuseppe venduto dai fratelli, Giuseppe in Egitto, Lucifero, Adamo esiliato, Noè ovvero la caduta del primo mondo).
Conoscitore delle lingue classiche e moderne, tradusse e pubblicò numerose opere di Seneca, Virgilio e Sofocle.

## Luciferdi Vondel eParadiso Perdutodi Milton
È stato spesso sostenuto che John Milton per il suo Paradiso perduto si fosse ispirato a due opere di Vondel, Lucifer (1654) e Adam in Ballingschap (1667). Per alcuni aspetti le due opere presentano delle somiglianze: l'attenzione posta su Lucifero, la descrizione della battaglia in paradiso tra le forze di Lucifero e quelle dell'arcangelo Michele, l'anticlimax di Adamo ed Eva che devono abbandonare il paradiso. Queste somiglianze comunque possono essere spiegate in modo abbastanza soddisfacente assumendo che entrambi trassero ispirazione dalla Bibbia e forse da Adamus exul, un'opera di Ugo Grozio. È certo che Milton conoscesse l'olandese, perché Roger Williams glielo insegnò in cambio di lezioni di ebraico, però non è sicuro che Milton conoscesse l'olandese abbastanza da capire delle opere teatrali (a quell'epoca non esistevano traduzioni in inglese delle opere di Vondel).

## Riconoscimenti

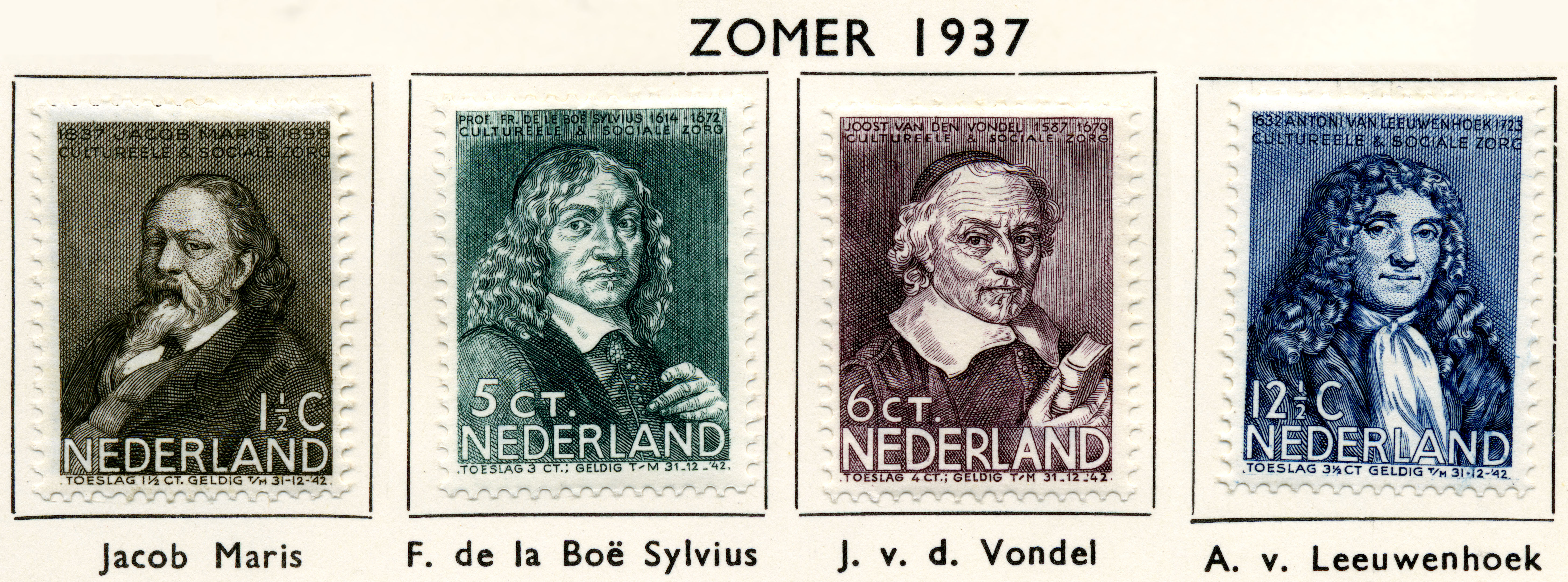
Francobolli con l'effigie di Jacob Maris, Franciscus Sylvius, Joost van den Vondel e Antoni van Leeuwenhoek

- Nel 1937 la posta olandese emise un francobollo con la sua effigie
- Nel 1960 fu creato il premio Joost van den Vondel per sostenere la cultura olandese. Il premio fu sospeso nel 2000.[10]
- Nel 1974 la canzone Hamburger Concerto del gruppo musicale olandese Focus è ispirato a Gijsbrecht van Aemstel.[11][12]
- Nel 1976 l'opera d'arte Wildzang, dell'artista olandese Sigurður Guðmundsson, fu ispirata dai versi del poeta..[13]
- Nella città di Amsterdam esiste un parco con una statua a lui dedicati, oltre a una strada e una chiesa, la Vondelkerk, ora utilizzata come centro polivalente

### Riferimenti testuali sull'autore
- Calis, Pete. (2008). Vondel. La storia della sua vita (1587-1679) . Amsterdam: JM Meulenhoff ISBN 978-9029081481
- Edmundson, George (1885). Milton e Vondel: una curiosità della letteratura. Londra: Trubner & Co, Ludgate Hill.
- Flaxman, Seymour L. (1969). "Joost van den Vondel." John Gassner e Edward Quinn (a cura di), The Reader's Encyclopedia of World Drama. Mineola, New York: Dover Publications, Inc., pag. 902-903.
- Gerbrandy, Piet (2002). «Tra Seneca e Aristotele. Vondel come drammaturgo classico.' Bzzlletin 281, marzo 2002, pag. 17-29.
- Huizinga, J. (1941). Civiltà olandese nel XVII secolo. Uno schizzo . Haarlem: HD Tjeenk Willink & Zoon NV
- Jonckbloet, WJA (1890). "VIII Il poeta drammatico." WJA Jonckbloet, Storia della letteratura olandese . Parte 4: Il XVII secolo (2). Quarta edizione, Groningen: JB Wolters, p. 211-325.
- Kellendonk, Frans (1988). Cibo dipinto . Ristampato in: Le opere complete . Quarta edizione 1993. Amsterdam: Meulenhoff, p. 871-934. ISBN 9029027541
- Kempen, Yves van (2002). ""Caduta se cado" con questa corona in testa." Vondel e il suo Lucifero ." Bzzlletin 281, marzo 2002, pag. 31-39.
- Knuvelder, GPM (1971). "Joost van den Vondel 1587-1679." Manuale di storia della letteratura olandese . Seconda parte. Quinta edizione completamente rivista. 's-Hertogenbosch: LCG Malmberg, p. 312-413. ISBN 9020811622
- Kock, Petra de (1996). '15 dicembre 1979: Il Publiekstheater interpreta uno straordinario Lucifero di Joost van den Vondel. Tradizione e innovazione nelle compagnie di repertorio di Amsterdam.' RL Erenstein (redattore capo), Una storia del teatro dei Paesi Bassi. Dieci secoli di dramma e teatro nei Paesi Bassi e nelle Fiandre . Redattori D. Coigneau, R. van Gaal, F. Peeters, H. Pleij, K. Porteman, J. van Schoor, MB Smits-Veldt. Amsterdam: Amsterdam University Press, pag. 806-813. ISBN 9053561129
- Leeuwe, HHJ de (1996). '26 marzo 1919: Willem Royaards riceve un dottorato onorario dall'Università di Utrecht. Il contributo di Royaards alla fioritura del teatro olandese all'inizio del XX secolo.' RL Erenstein (redattore capo), Una storia del teatro dei Paesi Bassi. Dieci secoli di dramma e teatro nei Paesi Bassi e nelle Fiandre . Redattori D. Coigneau, R. van Gaal, F. Peeters, H. Pleij, K. Porteman, J. van Schoor, MB Smits-Veldt. Amsterdam: Amsterdam University Press, pag. 580-585. ISBN 9053561129
- Lodewick, HJMF (1977). Arte letteraria . Prima edizione 1955. Quarantaquattresima edizione. Den Bosch: Malmberg. ISBN 9020881124
- Opsomer, Geert (1996). 'Maggio-giugno 1927: Il Volkstooneel fiammingo (VVT) e le rappresentazioni di Lucifero e Tijl a Parigi. Fama internazionale e creazione di miti attorno al VVT.' RL Erenstein (redattore capo), Una storia del teatro dei Paesi Bassi. Dieci secoli di dramma e teatro nei Paesi Bassi e nelle Fiandre . Redattori D. Coigneau, R. van Gaal, F. Peeters, H. Pleij, K. Porteman, J. van Schoor, MB Smits-Veldt. Amsterdam: Amsterdam University Press, pag. 626-631. ISBN 9053561129
- Porteman, Karel e Mieke B. Smits-Veldt (2008). Una nuova patria per le muse. Storia della letteratura olandese 1560-1700 . Amsterdam: Bert Bakker Editori. ISBN 9789035130296
- Prezzo, JL (1976). La cultura olandese nell'età dell'oro . Traduzione Olga de Marez Oyens. Titolo originale: Cultura e società nella Repubblica olandese durante il XVII secolo , 1974. Utrecht/Anversa: Uitgeverij Het Spectrum. ISBN 9027458391
- Rogge, HC (1889). "Rapporto sulla vita di Abraham Johannes de Bull." Annuario della Società di Letteratura Olandese, 1888-1889 . Leida: EJ Brill, p. 292-353.
- Romein, Jan e Annie Romein-Verschoor (1971). "Joost van den Vondel: Il principe dei poeti." Testatori della nostra civiltà. Figure olandesi di sei secoli . Rivisto e aggiornato 1971. Amsterdam: Em. Uitgeverij di Querido, 1977, p. 307-328. ISBN 9021420287
- Rover, Frans C. de (1987). La via della risata. Sull'opera di Harry Mulisch . Amsterdam: Uitgeverij De Bezige Bij. ISBN 9023415531 CIP
- Schepp, CL (1934). "Albert Vogel: Bergen-op-Zoom 18/6 1874 - L'Aia 8/11 1933." Annuario della Società di Letteratura Olandese 1934 . Leida: EJ Brill.
- Simons, L. (1929). «Il dramma di Vondel. II. 3. Vondel come drammaturgo.' JFM Sterck et al. (a cura di), le opere di Vondel. Terza parte, 1627-1640 . Amsterdam: Società per la lettura buona ed economica (edizione WB), p. 35-108.
- Smit, WAP (1959). "Capitolo II: Lucifero 1654." Dalla Pasqua a Noè. Un'esplorazione dei drammi di Vondel nella continuità e nello sviluppo nel loro motivo e struttura di base attraverso - Parte 2: Salomon - Re Edipo . Prima edizione 1959. Seconda edizione, WEJ Tjeenk Willink, Zwolle 1970, p. 54-180. ISBN 9011917022
- Sterck, JFM (1926). La vita di Joost van den Vondel . Haarlem: Gli eredi di F. Bohn.
- Unger, JHW (1888). Bibliografia delle opere di Vondel di -. Seconda parte: le opere di Vondel . Amsterdam: Frederik Muller & Co.
- Verstegen, Peter (2003). "Appendice: Milton e Vondel". John Milton, Paradiso perduto. Con tutte le stampe di Gustave Dore. Tradotto da Peter Verstegen. Amsterdam: Ateneo - Polak & Van Gennep, p. 541-547. ISBN 9025334059
- Westenholz, Caroline de (1996). '2 e 3 ottobre 1906: Albert Vogel Sr. sfonda come artista di recitazione durante la commemorazione del Bilderdijk. Performance e retorica." RL Erenstein (redattore capo), Una storia del teatro dei Paesi Bassi. Dieci secoli di dramma e teatro nei Paesi Bassi e nelle Fiandre . Redattori D. Coigneau, R. van Gaal, F. Peeters, H. Pleij, K. Porteman, J. van Schoor, MB Smits-Veldt. Amsterdam: Amsterdam University Press, pag. 546-551. ISBN 9053561129
- Westenholz, Caroline de (2003). Alberto Vogel. Artista di recitazione (1874-1933) . Amsterdam: Amsterdam University Press [edizione commerciale della tesi, 2002].
- Worp, JA (1920). "Il Teatro (1637-1664)". Storia del Teatro di Amsterdam 1496-1772 . Amsterdam: SL van Looy.
- Zalm, Rob van der in collaborazione con Xandra Knebel (2005). Hans Croiset, regista teatrale . Amsterdam: Theatre Instituut Nederland in coproduzione con PS Items.

#### Edizioni italiane delle opere di J.van den Vondel
- Calvo L. (traduzione e curatela di) Lucifero, J.van den Vondel, Prima edizione (1960), Edizioni Paoline
- Robeay J. (traduzione e curatela di ) Lucifero, J.van den Vondel, Prima Edizione (1996), Edizioni Ariele
- Prandoni M. , Brunetti S. (traduzione e curatela di ) Gysbreght van Aemstel, J.van den Vondel;  Prima edizione (2019)  Edizioni di Pagina